# UnixWare
UnixWare is een Unix-besturingssysteem dat oorspronkelijk uitgebracht werd door Univel, een gezamenlijke onderneming van AT&T's Unix System Laboratories (USL) en Novell. Het werd vervolgens overgenomen door Novell. Via Santa Cruz Operation (SCO) ging het naar Caldera Systems, Caldera International en The SCO Group voordat het werd verkocht aan UnXis (nu Xinuos). UnixWare wordt voornamelijk op de markt gebracht als serverbesturingssysteem en wordt minder gebruikt op desktopsystemen.

## Geschiedenis

### Univel (1991–1993)
Na de samenvoeging van SunOS en System V tot SVR4 vormden AT&T's Unix System Laboratories (USL) en Novell een partnerschap onder de naam Univel om een desktopversie van Unix voor i386- en i486-machines te ontwikkelen met de codenaam "Destiny".
Destiny is gebaseerd op de Unix System V release 4.2-kernel. Voor het venstersysteem wordt de MoOLIT-toolkit gebruikt, waardoor de gebruiker kan kiezen tussen een OPEN LOOK of MOTIF-achtige look and feel. Om het systeem robuuster te maken op gewone desktophardware wordt het Veritas VxFS-journalingbestandssysteem gebruikt in plaats van het UFS-bestandssysteem van SVR4. Netwerkondersteuning in UnixWare omvat zowel TCP/IP als interoperabiliteit met de NetWare-protocollen van Novell (IPX/SPX). TCP/IP was de standaard onder Unix-gebruikers ten tijde van de ontwikkeling, terwijl pc-netwerken veel vaker gebaseerd waren op NetWare.
Destiny werd in 1992 uitgebracht als UnixWare 1.0, met de bedoeling de gefragmenteerde PC Unix-markt achter deze ene variant van het besturingssysteem te verenigen. Het systeem kwam eerder op de markt dan Windows NT van Microsoft, maar waarnemers uit die tijd merkten op dat UnixWare "gewoon een andere variant van Unix" was, waarbij de betrokkenheid van Novell meer een marketingtruc was dan een aanzienlijke bijdrage van technologie. Er zijn twee edities van Destiny: een Personal Edition, die Novell IPX bevat, maar geen TCP/IP, en een Advanced Server Edition met TCP/IP en andere serversoftware. De Personal Edition is beperkt tot twee actieve gebruikers, terwijl de Advanced Server Edition een onbeperkte gebruikerslicentie bevat. Er werden ongeveer 35.000 exemplaren van UnixWare 1.0 verkocht.
In 1993 kocht Novell USL van AT&T en voegde USL en Univel samen tot de nieuwe Unix Systems Group.

### Novell (1993–1995)

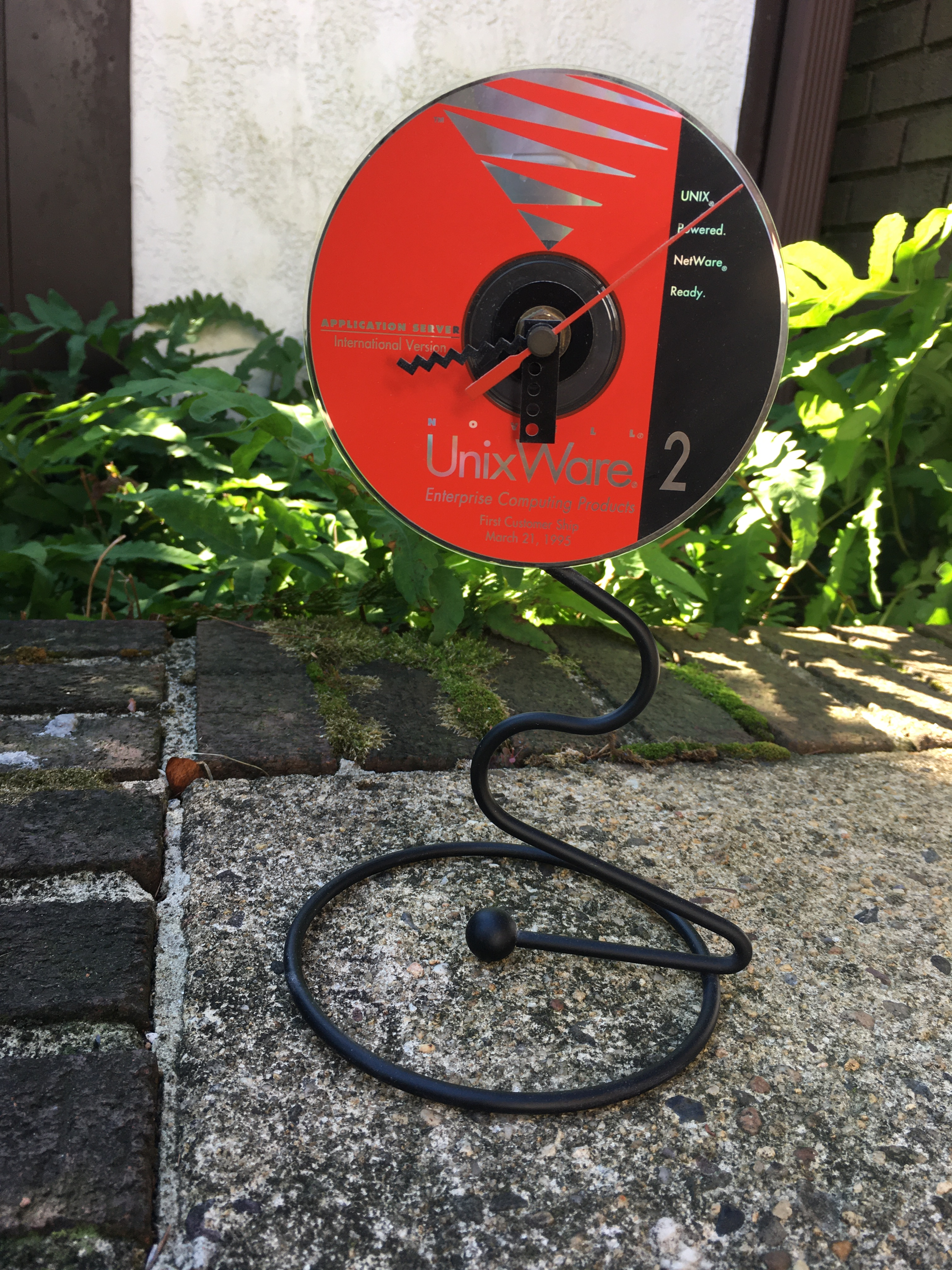
UnixWare 2 klok

In 1994 bracht Novell UnixWare 1.1 uit, dat TCP/IP bevat in zowel de Personal als de Advanced Server Edition. De MOTIF 1.2 runtime-bibliotheken zijn inbegrepen voor COSE-compliance. NUC-software (NetWare Unix Client) wordt meegeleverd voor integratie met Novell NetWare-servers. De Advanced Merge-applicatie wordt zowel op de server als op persoonlijke edities geïnstalleerd, zodat DOS- en Windows 3.1-applicaties kunnen worden uitgevoerd. Novell bracht meerdere bugfixversies uit, waarvan de laatste in 1995.
UnixWare 2.0, gebaseerd op de Unix System V release 4.2MP-kernel die ondersteuning voor multiprocessing toevoegde, werd in december 1994 naar OEM's en ontwikkelaars verzonden en kwam in maart 1995 uit op de consumentenmarkt. Zowel de persoonlijke als de servereditie ondersteunen systemen met twee processors, met de mogelijkheid om extra Processor Upgrade-licenties voor de servereditie te kopen. Het systeem ondersteunt NetWare ODI-netwerkstuurprogramma's in een poging het aantal ondersteunde netwerkinterfaces te vergroten. Andere nieuwe functies in de release zijn onder meer een POSIX Threads-bibliotheek naast de oudere UI-threads-bibliotheek.
Voordat SCO in 1995 een licentie voor UnixWare kreeg, had Novell ook een project aangekondigd om in de toekomst een "SuperNOS" te creëren op basis van NetWare 4.1- en UnixWare 2.0-technologieën. Die is er echter nooit gekomen. In plaats daarvan werd sinds 1998 een NetWare 4.10-server op Linux aangeboden als Caldera NetWare for Linux voor OpenLinux. Novell's Open Enterprise Server kwam er uiteindelijk in 2005.

### Santa Cruz Operation (1995–2001)

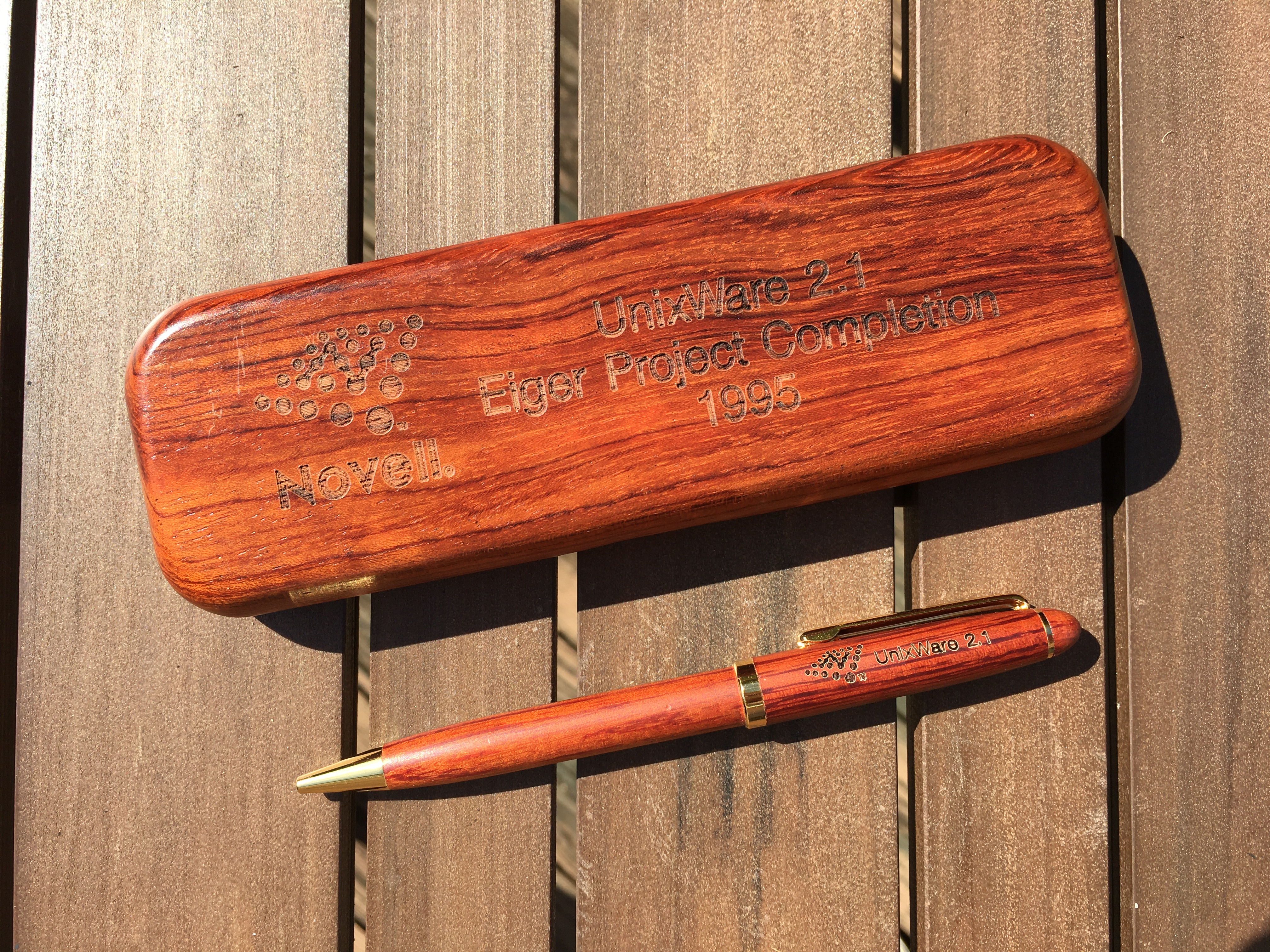
Vlak voor UnixWare van eigenaar veranderde vierde Novell de voltooing van project "Eiger", de codenaam voor UnixWare 2.1

In 1995 nam Santa Cruz Operation (SCO) UnixWare over van Novell. De exacte voorwaarden van deze transactie werden betwist en rechtbanken hebben vervolgens vastgesteld dat Novell het eigendom van Unix behield.
Toen de overdracht openbaar werd gemaakt, kondigde SCO aan dat het zou werken aan het samenvoegen van UnixWare en OpenServer, zijn eigen besturingssysteem gebaseerd op SVR3.2. De eerste release van SCO was echter UnixWare 2.1 in 1996. Bij deze release werd aangekondigd dat de voorgestelde UnixWare/OpenServer-fusie, het zogenaamde Gemini-project, in 1997 beschikbaar zou zijn en dat er in 1998 een 64-bits versie van UnixWare zou worden ontwikkeld.
Een controversiële wijziging was de goedkeuring van een OpenServer-achtig gebruikerslicentiebeleid. De Univel- en Novell-releases van UnixWare staan 2 gebruikers toe voor de persoonlijke editie of een onbeperkt aantal gebruikers voor de servereditie. Bij UnixWare 2.1 bevat de servereditie een licentie voor maximaal 5 gebruikers. Klanten die meer gebruikers wilden, moesten 10, 25, 100, 500 of een onbeperkt aantal gebruikerslicentie-extensies kopen.
SCO heeft drie updates voor UnixWare 2.1 uitgebracht. UnixWare 2.1.1, uitgebracht in 1996, was UNIX 95-compliant. UnixWare 2.1.2 en 2.1.3, beschikbaar in 1998, zijn grotendeels bugfix-releases.
De eerste resultaten van het Gemini-project kwamen begin 1998 beschikbaar als UnixWare 7. SCO noemde de kernelversie Unix System V release 5. Het systeem is grotendeels gebaseerd op UnixWare 2.1, met functies voor stuurprogramma-compatibiliteit met OpenServer, waardoor het gebruik van OpenServer-netwerkstuurprogramma's mogelijk is. Hulpprogramma's voor systeembeheer van OpenServer, scoadmin, vervangen het originele UnixWare sysadm-hulpprogramma. Belangrijke nieuwe kenmerken van UnixWare 7 zijn onder meer multi-path I/O, grote bestanden en bestandssystemen en ondersteuning voor systemen met veel geheugen. UnixWare 7 mist de Xenix-compatibiliteitsfuncties van zijn beide voorouders.
In 1999 bracht SCO de UnixWare 7.1-update uit, waardoor het aantal edities toenam: de Business (5 gebruikers), Department (25 gebruikers) en Enterprise (50 gebruikers) edities vervangen de eerdere persoonlijke en serveredities. In 2000 bracht SCO de UnixWare 7.1.1-update uit.

### Caldera Systems, Caldera International en The SCO Group (2000–2011)
In augustus 2000 kondigde Santa Cruz Operation (SCO) aan dat het zijn Server Software and Services Divisions, evenals de rechten op de OpenServer- en UnixWare-producten aan Caldera Systems zou verkopen. In maart 2001 werd Caldera Systems omgedoopt tot Caldera International (CII), de SCO-aankoop werd in mei 2001 afgerond. Het resterende deel van Santa Cruz Operation, de Tarantella Division, veranderde zijn naam in Tarantella, Inc.
Caldera International's eerste release van UnixWare kreeg de naam OpenUNIX 8. Deze release zou UnixWare 7.1.2 zijn geweest.
Caldera International hernoemde zichzelf in augustus 2002 naar The SCO Group, nadat het zijn productlijn had uitgebreid met mobiele producten en diensten. Later gebruikte The SCO Group opnieuw het vorige UnixWare-merk en de versienummering, waarbij UnixWare 7.1.3 en 7.1.4 werden uitgebracht. Er zijn geen verdere OpenUNIX-releases geweest en OpenUNIX 8.1.2 is nooit uitgebracht. De SCO Group bleef UnixWare onderhouden en bracht periodieke onderhoudsupdates uit.
Tussen 2007 en 2011 was The SCO Group verwikkeld in een reeks juridische gevechten. In september 2007 heeft The SCO Group bescherming tegen zijn schuldeisers aangevraagd. Op 11 april 2011 kocht UnXis de bedrijfsactiva en intellectuele eigendomsrechten van The SCO Group, na goedkeuring door de faillissementsrechtbank in Delaware.
De SCO Group, Inc. hernoemde zichzelf vervolgens tot TSG Group, Inc., en SCO Operations, Inc. werd TSG Operations, Inc., en vroeg in augustus 2012 het faillissement aan.

### UnXis en Xinuos (2011–heden)
De rechten op Unixware en OpenServer kwamen in 2011 in handen van UnXis.
In juni 2013 werd UnXis omgedoopt tot Xinuos en werd UnixWare 7.1.4+ aangekondigd, dat voortaan zowel fysieke als virtuele machines ondersteunt.

## Versies
| Jaar | Versie                         | Bedrijf               | Gebaseerd op | Kernelversie | Opmerkingen                                  |
| ---- | ------------------------------ | --------------------- | ------------ | ------------ | -------------------------------------------- |
| 1991 | UnixWare 1.0                   | Univel                | SVR4.2       | 1            |                                              |
| 1993 | UnixWare 1.1                   | Novell                | SVR4.2       | 1            |                                              |
| 1993 | UnixWare 1.1.1                 | Novell                | SVR4.2       | 1            |                                              |
| 1993 | UnixWare 1.1.2                 | Novell                | SVR4.2       | 1            |                                              |
| 1993 | UnixWare 1.1.3                 | Novell                | SVR4.2       | 1            |                                              |
| 1995 | UnixWare 2.0                   | Novell                | SVR4.2MP     | 2.0          | Ondersteuning voor SMP                       |
| 1995 | UnixWare 1.1.4                 | Novell                | SVR4.2       | 1            | Laatste versie van UnixWare 1                |
| 1995 | UnixWare 2.0.1                 | Novell                | SVR4.2MP     | 2.0.1        |                                              |
| 1995 | UnixWare 2.0.2                 | Novell                | SVR4.2MP     | 2.0.2        |                                              |
| 1995 | UnixWare 2.0.3                 | Novell                | SVR4.2MP     | 2.0.3        |                                              |
| 1996 | UnixWare 2.1                   | Santa Cruz Operation  | SVR4.2MP     | 2.1          |                                              |
| 1996 | UnixWare 2.1.1                 | Santa Cruz Operation  | SVR4.2MP     | 2.1.1        |                                              |
| 1996 | UnixWare 2.1.2                 | Santa Cruz Operation  | SVR4.2MP     | 2.1.2        |                                              |
| 1998 | UnixWare 2.1.3                 | Santa Cruz Operation  | SVR4.2MP     | 2.1.3        | Laatste versie van UnixWare 2                |
| 1998 | UnixWare 7                     | Santa Cruz Operation  | SVR5         | 7.0.1        | Samensmelting van UnixWare 2 en OpenServer 5 |
| 1998 | UnixWare 7.0.1                 | Santa Cruz Operation  | SVR5         | 7.0.1        |                                              |
| 1999 | UnixWare 7.1.0                 | Santa Cruz Operation  | SVR5         | 7.1.0        |                                              |
| 2000 | UnixWare 7.1.1                 | Santa Cruz Operation  | SVR5         | 7.1.1        |                                              |
| 2001 | Open UNIX 8                    | Caldera International | SVR5         | 7.1.2        |                                              |
| 2003 | UnixWare 7.1.3                 | The SCO Group         | SVR5         | 7.1.3        |                                              |
| 2004 | UnixWare 7.1.4                 | The SCO Group         | SVR5         | 7.1.4        |                                              |
| 2004 | UnixWare 7.1.4 MP1             | The SCO Group         | SVR5         | 7.1.4        | Maintenance pack 1                           |
| 2005 | UnixWare 7.1.4 MP2             | The SCO Group         | SVR5         | 7.1.4        | Maintenance pack 2                           |
| 2006 | UnixWare 7.1.4 MP3             | The SCO Group         | SVR5         | 7.1.4        | Maintenance pack 3                           |
| 2008 | UnixWare 7.1.4 MP4             | The SCO Group         | SVR5         | 7.1.4        | Maintenance pack 4                           |
| 2013 | UnixWare 7.1.4+                | Xinuos                | SVR5         | 7.1.4+       | Virtualisatie-ondersteuning voor VMware ESX  |
| 2015 | UnixWare 7 Definitive          | Xinuos                | SVR5         | 7.1.4+       |                                              |
| 2017 | UnixWare 7 Definitive 2018     | Xinuos                | SVR5         | 7.1.4+       |                                              |
| 2024 | UnixWare 7 Definitive 2018 MP1 | Xinuos                | SVR5         | 7.1.4+       | Maintenance pack 1                           |

## SCO Skunkware en open source
Alle versies van UnixWare bevatten belangrijke open source-componenten, waaronder BIND, X11, Sendmail, DHCP, Perl, Tcl en andere. Latere releases worden gebundeld met tal van extra open source-applicaties, waaronder Apache-, Samba-, MySQL-, PostgreSQL-, OpenSSH- en Mozilla-software.
Alle versies van SCO-besturingssysteemdistributies, inclusief UnixWare, hebben ook een uitgebreide set open source-pakketten die gratis kunnen worden gedownload via de SCO Skunkware-site.